# Thyronamine
La thyronamine est une monoamine, dont le groupe éthylamine est lié à un groupe de phénoxyphénol. Elle et ses dérivés, appelés thyronamines, sont des métabolites décarboxylés et désiodés d'hormones thyroïdiennes telles que la thyroxine (T4) et la triiodothyronine (T3).

## Biosynthèse
La thyroxine (T4) est en général désiodée en triiodothyronine (T3) qui est décarboxylée, ou partiellement voire totalement désiodée puis décarboxylée pour donner une thyronamine.

## Thyronamines
On compte parmi les principales thyronamines :
- la thyronamine (T0AM) ;
- la 3-iodothyronamine (T1AM), qui est la plus notable, car c'est une amine trace que l'on trouve dans le système nerveux. C'est un ligand possible pour les récepteurs associés à une amine trace (trace amine-associated receptor) TAAR1 (TAR1), un type de récepteur couplé aux protéines G localisé dans la membrane cellulaire ;
- la 3,5-diiodothyronamine (T2AM) ;
- la 3,3',5-triiodothyronamine (T3AM).